# Guayabal (Guárico)
Guayabal ist ein Dorf im venezolanischen Bundesstaat Guárico. Es ist der Verwaltungssitz des Bezirks San Gerónimo de Guayabal und der Parroquia Guayabal. Es hat 11.000 Einwohner.
Guayabal wurde am Ende des Jahres 1749 vom Priester Tomas Bernardo de Castro gegründet. Die Guamos-Stamm wohnte früher in dieser Region.